# التعليم في فرنسا

نظام التعليم في فرنسا

التعليم في فرنسا مركزي ومنظم جدًا، وله تقسيمات فرعية كثيرة. ينقسم إلى المراحل الثلاث: تعليم ابتدائي والتعليم الثانوي والتعليم العالي. وتتماشي الشهادات في التعليم العالي الفرنسي مع معايير مشروع بولونيا (اعتماد الاتحاد الأوروبي) التالية: رخصة Licence ورخصة مهنية Licence Professionnelle (وهما شهادتا درجة البكالوريوس) وشهادتا الماجستير والدكتوراة.

## تاريخ

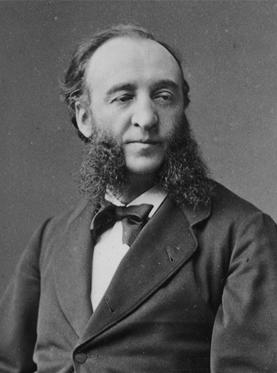
جول فيري

أطلق نابليون بونابرت نظامي الجامعة والمدرسة الثانوية. أنشأ فرانسوا جيزو نظام التعليم الابتدائي. وقعت معارك كثيرة بشأن ما إذا كان من المنبغى أن يكون للكنيسة الكاثوليكية دور مهيمن. نقطة بداية العهد المعاصر للتعليم الفرنسي هي في نهاية القرن التاسع عشر عندما ينسب إلى جول فيري، وهو وزير التعليم العمومي في عقد 1880، إنشاء المدرسة المعاصرة (المدرسة الجمهورية l'école républicaine) وذلك بإجبار كل طفل بين عام 6 و12، بنت وولد على السواء، على الحضور. وكذلك جعل التعليم إجباريًا ومجانيًا وعلمانيًا (لائكيا). استعاضت الجمهورية الثالثة عن معظم قوانين ألفرد فالو من عامي 1850-1851 الجمهورية الثانية، والتي أعطت دورًا مهمًا لرجال الدين، بقوانين جول فيري.

## إدارة
تدير كل البرامج التعليمية وزارة التعليم الوطني والشباب والحياة الاجتماعية (Ministère de l'Éducation nationale, de la Jeunesse et de la Vie associative). رئيس الوزارة هو وزير التعليم الفرنسي.
كل المدرسين في المرحلتين الابتدائية والثانوية هم خادمون مدنيون عند الدولة، ما يجعل وزارة التعليم الوطني أكبر وزارة في الدولة. الأساتذة والباحثون في جامعات فرنسا هم كذلك موظفون عند الدولة.
| منطقة  | معاهد/مدن |
| ------ | --- |
| أه (A) | Besançon, Bordeaux, Clermont-Ferrand, Dijon, Grenoble, Limoges, Lyon, Poitiers                                |
| بَي (B) | Aix-Marseille, Amiens, Caen, Lille, Nancy-Metz, Nantes, Nice, Orléans-Tours, Reims, Rennes, Rouen, Strasbourg |
| سَي (C) | Créteil, Montpellier, Paris, Toulouse, Versailles                                                             |

المعاهد Académies وتقسيمات تدريسية في فرنسا

المنهج الدراسي في المرحلتين الابتدائية والثانوية هو نفسه بالنسبة لكل الطلبة الفرنسيين في أي سنة دراسية وذلك في المؤسسات العمومية والمؤسسات شبه العمومية والمؤسسات المعانة.
ولكن هناك اختصاصات وخيارات عديدة يمكن أن يختارها الطالب. المرجع المرشد لكل المدرسين الفرنسيين هو النشرة الرسمية للتعليم الوطني والتعليم العالي والبحث Bulletin officiel de l'éducation nationale, de l'enseignement supérieur et de la recherche التي تورد فيها كل البرامج والتعليمات المتعلقتين بالتعليم الحاليتين، وتتجدد النشرة عدة مرات كل عام.

## العام الدراسي
تدوم السنة الدراسية في الإقليم الأوروبي لفرنسا من أوائل سبتمبر إلى أوائل يوليو. التقويم المدرسي موحد في جميع أنحاء البلد.
في مايو تحتاج المدارس للوقت لتنظيم الامتحانات باكالوغيا). وخارج الإقليم الأوروبي لفرنسا يحدد التقويم المدرسي الرئيس المدرسي المحلي.
أعياد وفواصل إجازة:
- جميع القديسين (la Toussaint)، أسبوعان (منذ 2012) حول نهاية أكتوبر وبداية نوفمبر؛
- عيد الميلاد (Noël)، أسبوعان حول عيد الميلاد ورأس السنة الميلادية؛
- عطلة الشتاء (hiver)، أسبوعان في منتصف فبراير؛
- عطلة الربيع (printemps) أي عيد الفصح (Pâques)، أسبوعان في منتصف أبريل؛
- عطلة الصيف شهران ابتداء من أوائل يوليو. (منتصف يونيو للطلبة في الثانوية).